# أوتو هيلر
أوتو هيلر (بالإنجليزية: Otto Heller) هو باحثة في الدراسات الألمانية أمريكي، ولد في 1863 في ساكسونيا في ألمانيا، وتوفي في 29 يوليو 1941 في سانت لويس في الولايات المتحدة.